# Thermalbrunnen Burtscheid

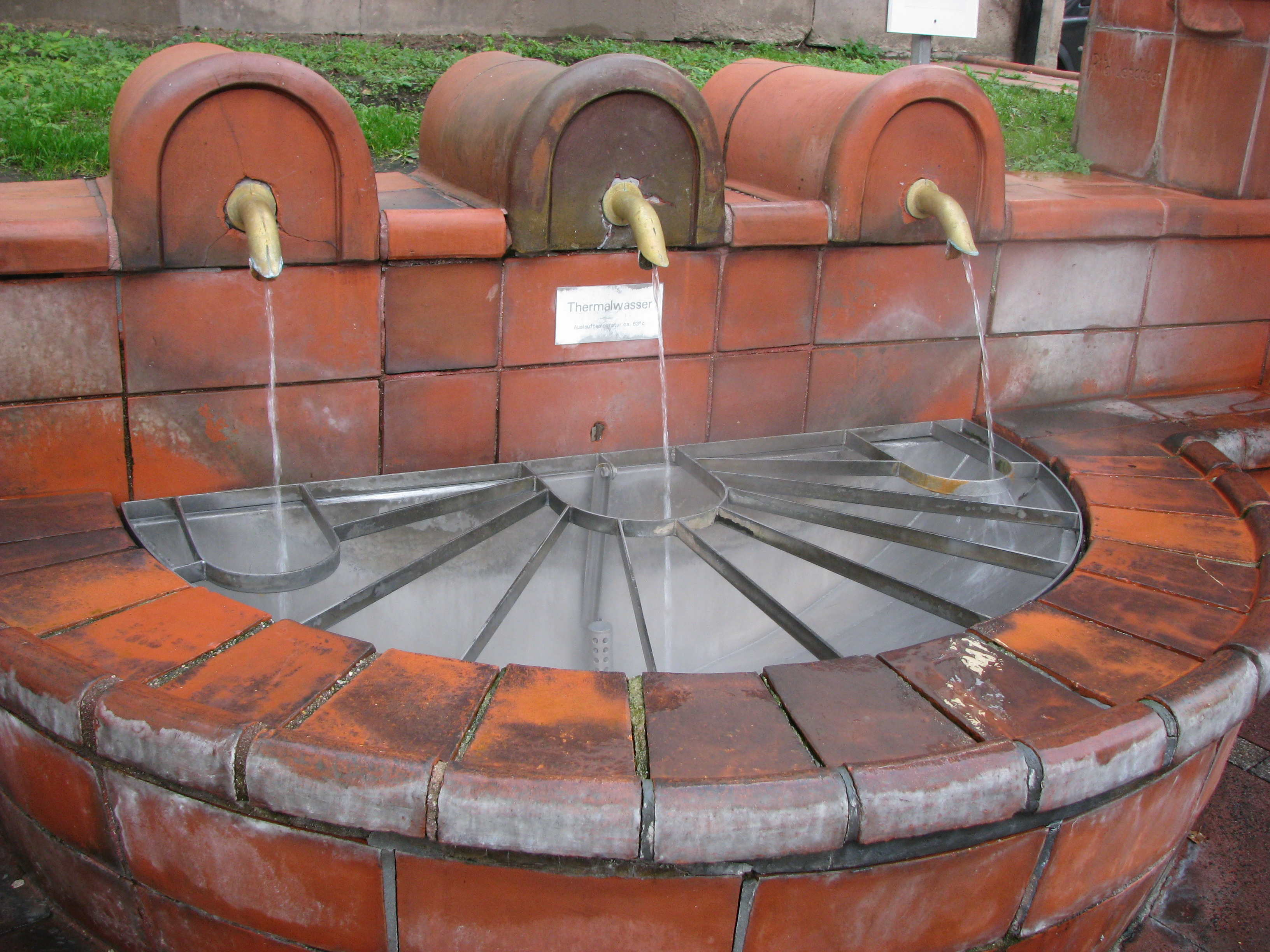
Der Brunnen auf dem Markt, Brunnenbecken

Der Thermalbrunnen Burtscheid steht im Aachener Stadtteil Burtscheid, Nordrhein-Westfalen am Burtscheider Markt und wird deshalb auch als Marktbrunnen bezeichnet. Da es sich um einen öffentlichen Brunnen handelt, kann dort Thermalwasser kostenlos entnommen werden.

## Allgemeines
Der Brunnen wird von der heißesten Burtscheider Thermalquelle, der Landesbadquelle gespeist.  Die Wassertemperatur einzelner Quellvorbrüche der Landesbadquelle erreicht maximal 72 °C, die Auslauftemperatur am Brunnen beträgt laut neuen Messungen (Stand 2016) 67 °C.
Der heutige Brunnen aus rotbrauner Keramik wurde am 8. August 1953 eingeweiht. Der Entwurf des Brunnens stammt vom Architekten Hanns Compernaß, der den Brunnen auch errichtete. Er besteht aus einer vier Meter hohen Stele und einer Mauer, die eine zur Nachbarbebauung gelegene Zierpflanzenanlage umschließt. An dieser Mauer befindet sich das halbrunde Brunnenbecken, in das das Thermalwasser aus drei Auslässen fließt. Die Seiten der Stele sind mit Reliefs zu Burtscheider Motiven geschmückt, die von der Bildhauerin Rita Brück-Landvogt stammen. Sie zeigen vorne eine Äbtissin der Zisterzienserinnen, die an die Reichsabtei Burtscheid erinnert und den Schwan als Wappentier Burtscheids, links einen einem Kranken beistehenden Benediktinermönch für das Heilbad Burtscheid, rechts Burtscheider Bürger, einen Mann mit Schermesser und eine Frau mit Spindel und auf der Rückseite Abt Gregor von Kalabrien (Gregor von Burtscheid).
Der Thermalbrunnen gehört zu den Baudenkmälern der Stadt Aachen.

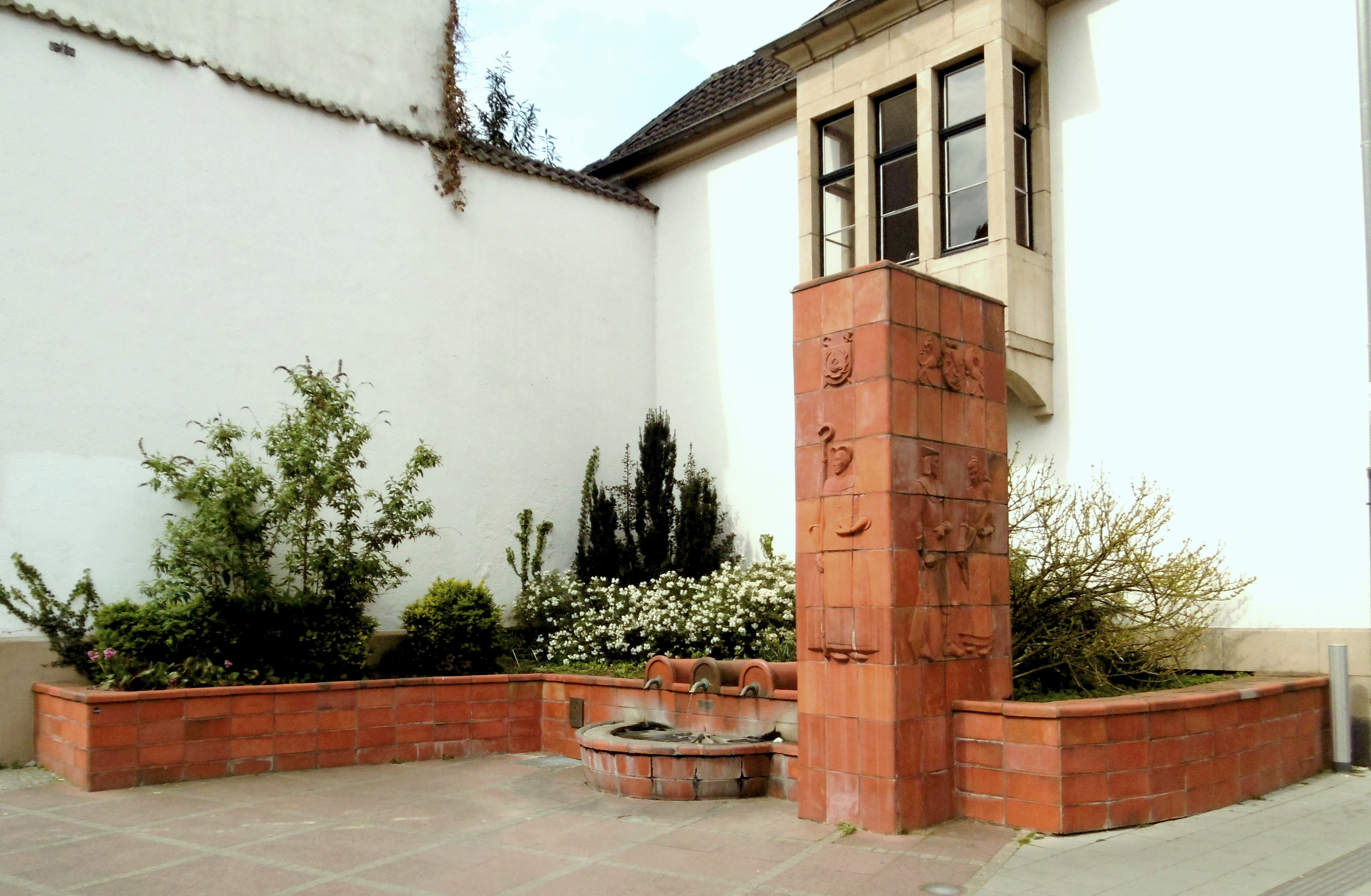
Sanierter Brunnen, 2022

Bereits vor der Schaffung des heutigen Brunnens gab es am Burtscheider Markt und der angrenzenden Dammstraße öffentlicheThermalwasserbrunnen, zuletzt neben dem bereits 1425 als „Heißer Born buysen dem Driesch“ erwähnten und 1939 abgedeckten Kochbrunnen, den seiner an einen Reifrock erinnernden Gittereinfassung wegen „Krinoline“ genannten Brunnen vor dem Schwertbad sowie die  sog. „Kleinheiss“ und „Großheiss“ an der Einmündung der Hauptstraße auf den Burtscheider Markt.
Albrecht Dürer (1471–1528) besuchte Aachen anlässlich der Kaiserkrönung Karls V. im Oktober 1520. Der Künstler badete während seines dreiwöchigen Aufenthaltes in den Thermalquellen von Burtscheid.
Im Zuge der Sanierung wurde ab Herbst 2009 der untere Thermalwasserauslauf geschlossen. Der ursprüngliche Plan, das Thermalwasser aus den oberen drei Bronzehähnen an Kordeln abzuführen, damit es in Zukunft nicht mehr möglich sein wird, Thermalwasser unkontrolliert zu trinken, wurde nach heftigen Protesten in der Bevölkerung aufgegeben. Um diese Entscheidung der Stadt, die auf einer Gesetzesvorlage der EU über die Grenzwerte der Inhaltsstoffe von Trinkwässern beruht, wurde eine heftige Kontroverse geführt.